# Baligant
Baligant est un personnage imaginaire de la Chanson de Roland. Chef des Sarrasins, à la tête d'une armée très nombreuse, il est battu par Charlemagne, en un combat symbolisant le triomphe du christianisme. L'interpolation tardive de cet épisode dans la Chanson de Roland a fait l'objet d'un débat érudit et semble considérée comme établie.

## Un chef sarrasin
Dans la Chanson de Roland, l'émir Baligant arrive en Espagne à bord d'une flotte illuminée, appelé à l'aide par Marsile, Sarrasin battu par Charlemagne. Émir de Babylone, c'est-à-dire du Caire, ou de la ville de Babylone en Mésopotamie, Baligant intervient parce qu'il est le suzerain de Marsile. Il apparaît comme un égal de Charlemagne. Il a le même âge, 200 ans, la même barbe blanche et le même respect des codes chevaleresques. Leurs épées ont toutes deux des noms, Joyeuse pour Charlemagne, Précieuse pour Baligant.
Comme Charlemagne, Baligant commande différents rois issus de nombreux peuples, dont les Perses, les Cananéens, les Turcs, les Huns et les Magyars. Il s'agit de montrer que l'armée de Baligant est supérieure en nombre à celle de Charlemagne,. S'affrontent ainsi l'Occident chrétien sous l'autorité de Charlemagne et les pays païens dirigés par Baligant. Baligant a un frère, le roi Canabeus. Le fils aîné de Baligant, Malprimes, conduit les troupes de son père.
Charlemagne refuse de devenir le vassal de Baligant, qui refuse de devenir le vassal de Charlemagne. La bataille entre les deux armées, longuement décrite, se termine par un duel à mort entre Baligant et Charlemagne, remporté par ce dernier. L'épisode de Baligant permet de camper Charlemagne en champion du christianisme, qui gagne parce que Dieu est de son côté. Sa victoire finale devient un triomphe des chrétiens sur les infidèles,.
Jean Poncet identifie Baligant aux deux Beni Ghania, fils d'Ali Ghâniya, Yahya et Mohamed Ben Ali Ghâniya, gouverneur des Baléares à partir de 1126. Selon Gustav Adolf Beckmann, Le nom de Baligant pourrait provenir de celui de Bahlul Ibn Marzuq, chef de la région de Huesca révolté contre l'émir de Cordoue Al-Hakam Ier à la fin du VIIIe siècle, nom transformé en Bahaluc, puis Beligant et ensuite Baligant pour rappeler Babylone.

## Statut de l'épisode dans laChanson de Roland
Henri Grégoire relie l'épisode de Baligant à l'expédition de Robert Guiscard en Épire en 1081-1085.
L'épisode de Baligant n'est pas présent dans toutes les versions de la Chanson de Roland. Jules Horrent défend l'idée qu'il a été ajouté tardivement à la Chanson de Roland, à la fin du XIe siècle et du début du XIIe siècle, par un auteur qui semble d'origine française. Maurice Delbouille conteste cette thèse d'un ajout ultérieur de l'épisode de Baligant au reste de la Chanson de Roland. Elle est pourtant reprise par Joseph Duggan, qui voit dans cet épisode un écho de la Bataille de Manzikert (1071), Robert Cook et Arthur Ross, qui propose le début de la laisse 189 comme césure. S'appuyant sur l'insistance dans ce passage sur la volonté de Dieu, « Deus volt », typique de la Première croisade, Rachel Rindone propose une datation de l'ajout de l'épisode vers 1095-1099.
Selon Dorothea Kulmman, il semble établi que l'épisode de Baligant est postérieur au reste de la Chanson de Roland. Les dates proposées pour cet épisode vont de la fin du XIe siècle au milieu du XIIe siècle. L'auteur de cet épisode se distingue de celui du reste de la Chanson de Roland par une attitude érudite.